# Siegfried von Boehn (homme politique)
Ne doit pas être confondu avec Siegfried von Boehn (généalogiste).
Siegfried Vally Gneomar von Boehn (né le 29 juin 1865 à Sagerke, arrondissement de Stolp et mort le 15 décembre 1945 à Deutsch Buckow, arrondissement de Stolp) est un propriétaire foncier poméranien et député du Reichstag.

## Biographie
Siegfried von Boehn est issu de la famille noble de Poméranie von Boehn. Ses parents sont le capitaine prussien et seigneur héréditaire de Culsow et Sagerke, Alexander von Boehn (1813–1889) et son épouse Anna, née von Blumenthal de la branche de Quackenburg (1821–1875)
Il étudie au lycée de Stolp, puis aux maisons de cadets de Culm et de Groß Lichterfelde. Le 14 avril 1883, il devient sous-lieutenant au 4e régiment à pied de la Garde est promu au grade de premier lieutenant le 22 août 1891. Semi-invalide, il prend sa retraite le 18 juillet 1896 et rejoint les officiers du 2e régiment de la Garde-Landwehr et est démobilisé en tant que capitaine le 27 janvier 1898. Boehn se consacre ensuite à la gestion de son domaine de Deutsch Buckow.
Il est également membre du conseil d'arrondissement et de la Chambre des représentants de Prusse de 1907 à 1918 pour la 1re circonscription de Köslin (Lauenburg-Bütow-Stolp). De 1912 à 1918, il est également député au Reichstag pour la 1re circonscription de Köslin (Stolp, Lauenbourg-en-Poméranie) et le Parti conservateur allemand.
Dans l'annuaire des domaines de Poméranie, publié pour la dernière fois en 1939, le manoir de Buckau est répertorié comme ayant 581 hectares de terres, l'accent étant mis sur l'agriculture et la superficie forestière étant relativement petite à 80 hectares.
Il devient membre en 1900 et est chevalier de l'Ordre de Saint-Jean depuis 1920. Siegfried von Boehn est également membre au sein de l'Association de la noblesse allemande, branche régionale de Poméranie orientale, où il est député du conseil honoraire.

## Famille
Boehn se marie avec Anna Luise Adele Hermine Schaumann (1875–1960), fille du capitaine royal hanovrien de l'artillerie à cheval Friedrich Wilhelm Schaumann (1830–1887) et de Luise Hollandt, le 27 septembre 1893 à Hanovre. Le mariage donne naissance à une fille et trois fils
1. Hans-Jürgen Viktor Konstantin Oldwig (1894–1932), lieutenant-commandant marié en 1927 avec Ursula von Gaudecker (de) (1899–1963)
2. Alexander Max Nikolaus Karl Kurt Ernst (1897–1945), lieutenant-colonel à l'Inspection militaire de remplacement à Stettin
3. Elsbeth Lilli Vally (1898–1989) mariée en 1920 avec Heinz von Kühne (1884–1945), major de la troupe de protection impériale dans le Sud-Ouest africain allemand et propriétaire d'une ferme dans cette région
4. Siegfried Rudolf Hermann (1901–1988), lieutenant-colonel, chevalier honoraire de l'Ordre de Saint-Jean, historien et généalogiste locale marié en 1937 avec Dorothea von Caprivi (1913–1984)